# Mimoxylotoles norfolkensis
Mimoxylotoles norfolkensis là một loài bọ cánh cứng trong họ Cerambycidae.